# Ardices rubripes
Ardices rubripes är en fjärilsart som beskrevs av Jean Baptiste Boisduval. Ardices rubripes ingår i släktet Ardices och familjen björnspinnare. Inga underarter finns listade i Catalogue of Life.